# Франческа Гааль
Франческа Гааль (нем. Franciska Gaal, урождённая Сидония Зильбершпиц (венг. Szidónia Silberspitz), 1 февраля 1904 — 2 января 1973) — венгерская и американская актриса, одна из звёзд довоенного кинематографа.

## Биография
Она была тринадцатым и последним ребёнком в дружной еврейской семье. Уже в три года девочка читала наизусть длинное стихотворение, стоя на стуле в огромном зале. Дебют был посвящён «золотой» свадьбе бабушки и дедушки.
В юности Фанни решила стать актрисой, и в 1918 году, в 14 лет поступила в театральную академию Будапешта. Через год была отчислена за прогулы. После отчисления работала в городском немецком театре на незаметных ролях.
Начала сниматься ещё в эпоху немого кино — с 1919 года. Однако успех и слава пришли к актрисе с приходом звукового кино.
В двадцать четыре года её заметил будапештский режиссёр Джо Пастернак, впоследствии голливудец, который и сделал из неё кинозвезду. В 1932 году актриса подписывает контракт с немецкой киностудией «УФА». Первая музыкальная комедия с участием Гааль принесла ей огромный успех. Актриса сыграла роль Илоны фон Такач в ленте «Паприка» (1932). Франческа Гааль стала кумиром зрителей Австрии, Германии и Венгрии. В 1933 году с Франческой Гааль разрывают контракт из-за национальности актрисы. Франческа Гааль возвращается в Австрию вместе с Джо Пастернаком.
В 1933—1937 годах актриса снялась в своих лучших музыкальных комедиях: Люси Карел в картине «Чиби, забавная девчонка» (1934, реж. Макс Нойфельд), Ева Балог в фильме «Скандал в Будапеште» (1934, реж. Геза фон Больвари), Ева в комедии «Петер» (1934), Мари Боннар в знаменитом фильме «Маленькая мама» (1935). Темперамент актрисы, обаяние и отличная актёрская техника принесли невероятный успех комедиям с её участием. Песенки из этих фильмов распевала вся Европа. Вздёрнутый носик, тонкие как будто нарисованные брови, причёска лохматого мальчишки благодаря ей надолго вошли в моду в странах Восточной Европы. Созданный ею образ способной постоять за себя весёлой и общительной девушки с открытым характером приобрёл невероятную популярность, в том числе и в СССР.
В 1938 году, спасаясь от нацистов, Джо Пастернак и Франческа Гааль уезжают в Голливуд. Режиссёр становится директором ведущей кинокомпании Universal. В фильме Сесила Блаунта Демилля «Флибустьер» (1938) исполнила роль Гретхен. Затем снялась ещё в нескольких фильмах, играла в бродвейских мюзиклах. Однако стать голливудской звездой Франческе не удалось.
В 1940 году Франческа Гааль возвращается в Будапешт. Во время войны скрывалась от фашистов в подвале дома и у своих венгерских друзей. Нацисты почти полностью уничтожили огромное семейство Гааль — мать зверски замучили в будапештском гетто, сестру уничтожили в концлагере Прессбург, племянника расстреляли на улице.

В Фельдваре, у ворот большого особняка, танкистов встретила моложавая женщина с бровями настолько выстриженными, что, казалось, их пришлось пририсовать заново. В ней было странное обаяние — очень молодой девушки, девчонки и актёрская уверенность в себе. Она быстро поняла реквизиционные намерения гостей и категорически заявила:

— Я Петер! Петер из фильма.

— Врешь, сука, — сказал танкист, — я Петера хорошо знаю.

И отскочил, ошеломленный, — женщина легко изогнулась, прищелкнула языком и запела песенку, свою песенку из тех, которые навсегда остались в нашей памяти. Через час весь батальон знал о Петере. Темп наступления замедлился. Штаб в полном составе рассматривал альбомы — «Петера», «Катерины», «Маленькой мамы». Замполит вел дипломатические переговоры. Комбат вежливенько ухаживал, косясь на мужчину с толстыми негритянскими губами, — при Петере был муж. Незадолго до войны Франчешка Гааль (Франчишка, как её зовут на родине) гастролировала в Америке. Поссорилась с Голливудом, где посмеялись над захолустным европейским лиризмом. Вернулась в Венгрию. Здесь её ожидал бойкот, расовые законы, изоляция в северном поместье…— Борис Слуцкий
В 1946 году пыталась вернуться в кино, однако былая слава осталась позади. В конце 1940-х годов актриса уехала в США. Последние годы жизни Гааль жила в Нью-Йорке, где и скончалась 2 января 1973 года в нищете и всеми забытая.

## Фильмография
- 1919 — Máté gazda és a törpék (немой) —
- 1920 — A bostonville-i kaland (немой) —
- 1921 — Az áruház gyöngye (немой) —
- 1921 — Az egér — Марта
- 1921 — New-York express kábel —
- 1921 — A cornevillei harangok
- 1932 — Паприка[англ.] — Илона фон Такач
- 1933 — Gruß und Kuß — Вероника
- 1934 — Чиби, забавная девчонка[нем.] — Люси Карел
- 1934 — Весенний вальс — Марика
- 1934 — Скандал в Будапеште[нем.] — Ева Балог
- 1934 — Петер — Ева/Петер
- 1935 — Маленькая мама — Мари Боннар
- 1936 — Катерина — Катерина
- 1936 — Fräulein Lilli
- 1938 — Флибустьер[англ.] — Гретхен
- 1938 — The Girl Downstairs[англ.] — Катерина Линц
- 1939 — Paris Honeymoon — Маня
- 1946 — Renee XIV (1946, не завершён)